# دهستان کمین
دهستان کمین نام دهستانی در بخش مرکزی شهرستان پاسارگاد، استان فارس در ایران است. براساس سرشماری مرکز آمار ایران در سال ۱۳۸۵، جمعیت آن ۵۵۲۲ نفر (۱۲۶۸ خانوار) بوده‌است.